# Magda Selingerová
Magda Selingerová (12. srpna 1942 Brno – 12. prosince 1985 Brno) byla československá sportovkyně – kuželkářka a reprezentantka, domovský oddíl TJ Moravská Slavia Brno, po sloučení s TJ Slovan Staré Brno. V oficiálních dokumentech měla uvedeno jméno Marie, v křestním listě Marie Magdalena Božena, ale v rodině a mezi přáteli byla Magda.
Ke kuželkářskému sportu ji přivedly dvě skutečností. Postavení kuželny TJ Moravská Slavia Brno a kamarádky, které se tomuto sportu věnovaly. Již brzy se v kuželkářském sportu stala přebornicí (přebory městské, okresní, krajské, republikové), její výkony ji přivedly až do reprezentace. Svých nejlepších výsledků dosahovala v soutěžích, kterých se zúčastňovala jako členka družstva, dařilo se jí i v jednotlivcích. Partnerkami v družstvu jí byly kuželkářky TJ Moravská Slavia Brno: Jana Böhmová, Marie Dokoupilová, Milada Dokoupilová, Anna Hunková, Anežka Ježková, Marie Prokešová z Třebíče, Libuše Prošková, Jaroslava Havelková, Marie Pulsová, Bronislava Seidlová, Dana Slabáková.
Marie Selingerová byla zvolena i do předsednictva Čs. svazu kuželkářů.

## Přehled sportovních úspěchů

### Mistrovství republiky – medailové pozice
Do rozdělení Československa se hrála mistrovství ČSSR, ČSR a SSR.
- 1969 2. místo 3členné družstvo ČSSR
- 1969 2. místo družstva ČSSR
- 1970 2. místo družstva ČSSR
- 1971 1. místo jednotlivci ČSSR
- 1971 1. místo družstva ČSSR
- 1971 2. místo 3členné družstvo ČSSR
- 1971 1. místo jednotlivci ČSR
- 1972 1. místo družstva ČSSR
- 1972 1. místo 3členné družstvo ČSR
- 1973 1. místo jednotlivci ČSSR
- 1973 1. místo družstva ČSSR
- 1973 3. místo 3členné družstvo ČSR
- 1974 2. místo družstva ČSSR
- 1974 3. místo jednotlivci ČSR
- 1975 1. místo družstva ČSSR
- 1975 3. místo jednotlivci ČSR
- 1976 1. místo družstva ČSSR
- 1976 1. místo družstva ČSR
- 1977 1. místo družstva ČSSR
- 1980 1. místo družstva ČSSR
- 1981 2. místo družstva ČSSR
- 1981 2. místo družstva ČSR
- 1982 3. místo družstva ČSSR

### Mistrovství světa
- 1972 IX. MS Split, Jugoslávie

3. místo kategorie družstvo žen
CSSR (Kveta Marsikova, Marie Mikulcikova, Veronika Polachova, Jaroslava Sarova, Bronislava Seidlova, Marie Selingerova)
- 1974 X. MS Eppelheim, Německo

4. místo kategorie dvojic žen Selingerová Marie + Jirasová Eva,
4. místo kategorie družstvo žen – členka družstva
- 1976 XI. MS Vídeň, Rakousko

5. místo družstvo žen – členka družstva

### Světový pohár družstev (PMEZ) – ženy
- 1974 Budapest, Maďarsko

3. místo Moravská Slavia Brno – členka družstva
- 1980 Bratislava, ČSSR

3. místo Moravská Slavia Brno – členka družstva

### Pohár veletržních měst – ženy
Trojutkání kuželkářů a kuželkářek Poznaně, Brna a Lipska
- 1974 I. ročník Poznaň, Polsko

1. místo družstev – členka družstva
2. místo jednotlivci

## Ocenění
- 1972 udělen čestný titul Mistr sportu
- 1972 8. místo mezi 10 nejlepšími sportovci města Brna
- 1977 Diplom za zásluhy o rozvoj kuželkářského sportu v ČSSR
- 1982 ČSTV Veřejné uznání III. stupně za zásluhy o rozvoj československé tělesné výchovy
- 1984 Čestná medaile za zásluhy o Moravskou Slavii Brno